# Rhombophryne tany
Rhombophryne tany es una especie de anfibio anuro de la familia Microhylidae.

## Distribución geográfica
Esta especie es endémica del norte de Madagascar. Se encuentra a unos 2021 m de altitud en el macizo de Tsaratanana.

## Descripción
El holotipo masculino mide 24,6 mm.

## Publicación original
- Scherz, Ruthensteiner, Vieites, Vences & Glaw, 2015 : Two new microhylid frogs of the genus Rhombophryne with superciliary spines from the Tsaratanana Massif in northern Madagascar. Herpetologica, vol. 71, n.º 4, p. 310–321.[4]